# Essam Baheeg
Essam Baheeg   (Alexandria i Regne d'Egipte, 26 de febrer de 1931 - El Caire, 4 de desembre de 2008) fou un futbolista egipci de la dècada de 1950.
Fou internacional amb la selecció d'Egipte amb la qual participà en la Copa del Món de futbol de 1934. Pel que fa a clubs, destacà a Farouk / Zamalek.
Trajectòria com a entrenador:
- 1987–1988 Zamalek
- 1999–2000 Qanah
- 2000–2001 Sharqiya
- 2001–2002 Sohag